# 橋本征治
橋本 征治（はしもと せいじ、1938年9月3日- ）は、日本の人文地理学者、関西大学名誉教授。

## 略歴
- 大阪府生まれ。
- 1969年大阪市立大学大学院博士課程中退。
- 1991年「メラネシア 伝統と近代の相剋」で関西大学文学博士。関西大学文学部講師、助教授、教授。
- 2009年定年退任、名誉教授[1]。

## 著書
- 『メラネシア 伝統と近代の相剋』大明堂 1992
- 『海を渡ったタロイモ オセアニア・南西諸島の農耕文化論』関西大学出版部 関西大学東西学術研究所研究叢刊 2002
- 『ムラとマチの時空 社会と暮らしの地理』関西大学出版部 2008

### 共編著
- 『人文地理 教養のための22章』末尾至行共編 大明堂 1988
- 『現代社会と環境・開発・文化 太平洋地域における比較研究』編著 関西大学東西学術研究所国際共同研究シリーズ 1998

人文地理の広場』編 大明堂 2001
- 『海の回廊と文化の出会い アジア・世界をつなぐ』編著 関西大学東西学術研究所国際共同研究シリーズ 2009
- 『"モダン"の諸相』編著 モダンの会 2009

## 論文
- 橋本征治